# Teodor Grzęda
Teodor Grzęda (ur. 17 października 1928,w Ostrowie Wielkopolskim, zm. 6 września 2013 tamże) – polski koszykarz.
Reprezentował ZZK Ostrovia Ostrów z Ostrowa Wielkopolskiego. Po zakończeniu kariery sportowej został trenerem drużyny z Ostrowa. Reprezentował barwy reprezentacji Polski.